# Гуго (герцог Бургундии)
Гуго Чёрный (фр. Hugues le Noir, ок. 898 — 17 декабря 952) — герцог Бургундии с 923 или 936 года.

## Биография
Гуго, второй сын Ричарда I Заступника и Аделаиды, дочери графа Осера Конрада II, впервые упоминается в источниках в 914 году как граф Портуа (фр. Portois) и Варе (фр. Varais) в Бургундии. После смерти в 919 году герцога Аквитании Гильома I унаследовал Лион. С 921 года — архграф Бургундии. Когда его старший брат Рауль был в 923 году избран королём Франции, Гуго получил в управление герцогство Бургундия (хотя, возможно, что формально герцогом он стал только после смерти Рауля, но фактически он управлял герцогством с 923 года). Построил замки Клефмон и Вигнори.
После смерти Рауля в 936 году Гуго отказался признать королём Людовика IV. Людовик и Гуго Великий захватили Лангр и Северную Бургундию. Поздней осенью того же года Гуго Чёрный заключил мир с королём, по которому ряд графств в Северной Бургундии (Осер, Труа, Сенс) отошли к Гуго Великому, а Южная Бургундия с Лангром, Дижоном и аббатством Сен-Жермен остались у Гуго Чёрного.
В 937 году Гуго Чёрный поддерживал короля в походах в Лотарингию, а также во вторжении во владения по другому берегу Соны (будущее графство Франш-Конте), воспользовавшись малолетством короля Бургундии Конрада. Однако после вторжения короля Германии Оттона I в 940 году Гуго был вынужден сдаться и обещать Оттону оставаться в стороне от борьбы. После 942 года Гуго контролировал только графства Отён и Макон, а также земли к востоку от Соны. В 943 году Гуго Великий начал использовать титул «герцог Бургундии». Однако полностью герцогство Бургундия перешло к Робертинам только в 956 году.
После смерти Гуго Чёрного в 952 году Бургундия перешла к его шурину Жильберу де Вержи, графу Шалона. Похоронен он был в Безансоне.
Имя жены Гуго Чёрного в документах не называется. Предполагается, что её звали Ирменгарда и она была родственницей Гуго Арльского. Некоторые источники приписывают ему двух дочерей, которые были замужем за Жильбером де Вержи, графом Шалона, и Лето II, графом Макона. Однако более вероятно, что они были не дочерями, а сёстрами Гуго.